# Live at the Grand Opera House Belfast
Live at the Grand Opera House Belfast es el segundo álbum en directo del músico norirlandés Van Morrison, publicado por la compañía discográfica Mercury Records en abril de 1984. El álbum recopila canciones interpretadas en directo en dos de los cuatro conciertos que ofreció en Belfast, Irlanda del Norte, en marzo de 1983, e incluye canciones escogidas de los últimos cuatro discos de Morrison.
Durante estos conciertos, la canción «Summertime in England» fue también grabada y publicada como cara B y tema extra del sencillo «Cry for Home». En junio de 2008, Polydor Records reeditó una versión remasterizada del álbum sin ningún contenido extra.

## Lista de canciones
Todas las canciones escritas y compuestas por Van Morrison excepto donde se anota. 
| N.º | Título                                                                                    | Escritor(es)                           | Duración |  |
| 1.  | «Into the Mystic»/«Inarticulate Speech of the Heart»»                                     |                                        | 1:06     |  |
| 2.  | «Dweller on the Threshold»»                                                               | Van Morrison, Hugh Murphy              | 3:38     |  |
| 3.  | «It's All in the Game»/«You Know What They're Writing About»/«Make it Real One More Time» | Charles Dawes/Carl Sigman/Van Morrison | 7:09     |  |
| 4.  | «She Gives Me Religion»                                                                   |                                        | 4:35     |  |
| 5.  | «Haunts of Ancient Peace»                                                                 |                                        | 6:25     |  |
| 6.  | «Full Force Gale»                                                                         |                                        | 2:22     |  |
| 7.  | «Beautiful Vision»                                                                        |                                        | 3:34     |  |
| 8.  | «Vanlose Stairway»                                                                        |                                        | 5:29     |  |
| 9.  | «Rave On John Donne»/«Rave On Part Two»                                                   |                                        | 9:09     |  |
| 10. | «Northern Muse (Solid Ground)»                                                            |                                        | 3:45     |  |
| 11. | «Cleaning Windows»                                                                        |                                        | 4:56     |  |

## Personal
- Van Morrison:  guitarra, piano eléctrico, saxofón alto y voz.
- Pee Wee Ellis: saxofón tenor, flauta y coros.
- Mark Isham: sintetizador y trompeta.
- John Allair: órgano
- David Hayes: bajo
- Peter Van Hooke: batería
- Tom Donlinger: batería
- Chris Michie: guitarra
- Katie Kissoon: coros
- Bianca Thornton: coros
- Carol Kenyon: coros

## Posición en listas
| País          | Lista                    | Posición |
| ------------- | ------------------------ | -------- |
| Nueva Zelanda | New Zealand Music Charts | 24       |
| Países Bajos  | Mega Albums Top 100      | 50       |
| Reino Unido   | UK Albums Chart          | 47       |